# Joseph Cotten
Joseph Cheshire Cotten Jr. (15. května 1905, Petersburg, Virginie, USA – 6. února 1994, Westwood, Kalifornie) byl americký filmový, divadelní a televizní herec.

## Kariéra
Stal se známým díky spolupráci se svým přítelem, hercem a režisérem Orsonem Wellesem. Roku 1941 debutoval v jedné z hlavních rolí v kultovním Wellesově snímku Občan Kane, kde si také zahrál po jeho boku. Během dalších dvou let si spolupráci s Wellesem zopakoval ještě dvakrát, a sice v dramatu Skvělí Ambersonové (1942) a v noiru Cesta do strachu (1943).
V té době jeho kariéra byla na vrcholu. Objevil se v hlavní záporné roli v thrilleru Alfreda Hitchcocka Ani stín podezření (1943), či naopak jako protagonista v oscarovém psychologickém noiru Plynové lampy (1944) po boku Ingrid Bergmanové a Charlese Boyera. Další úspěch mu přinesla opětovná spolupráce s Orsonem Wellesem, tentokrát hlavní role v mysteriózním noiru Třetí muž (1949). Téhož roku si zopakoval spolupráci s Hitchcockem v dramatu Pod obratníkem Kozoroha (1949). Spolu s Marylin Monroe si zahrál hlavní roli v thrilleru Niagara (1953).
V průběhu 50. let ještě spolupracoval s Wellesem ve vedlejších rolích v adaptaci stejnojmenné divadelní hry Williama Shakespeara Othello (1952) či v kriminálním filmu Dotek zla (1958). Ke konci kariéry se pak často objevoval v italských spaghetti westernech a thrillerech. Za zmínku stojí i jedna z hlavních úloh v hororu Sladká Charlotte (1964), ve válečném filmu Tora! Tora! Tora! (1970) či v akčním thrilleru Letiště '77 (1977). Jednou z posledních Cottenových rolí je pak vedlejší úloha v epickém westernu Nebeská brána (1980).

## Filmografie (výběr)
- 1941 Občan Kane
- 1942 Skvělí Ambersonové
- 1943 Ani stín podezření
- 1943 Cesta do strachu
- 1944 Plynové lampy
- 1944 Když jsi odešel
- 1946 Souboj na slunci
- 1947 Farmářova dcera
- 1949 Pod obratníkem Kozoroha
- 1949 Třetí muž
- 1952 Othello
- 1953 Niagara
- 1958 Dotek zla
- 1961 Poslední západ slunce
- 1964 Sladká Charlotte
- 1966 Křiváci
- 1970 Tora! Tora! Tora!
- 1971 Ohavný Dr. Phibes
- 1972 Krvavý baron
- 1977 Ultimátum
- 1977 Letiště '77
- 1979 Aféra Concorde
- 1980 Nebeská brána

## Osobní život

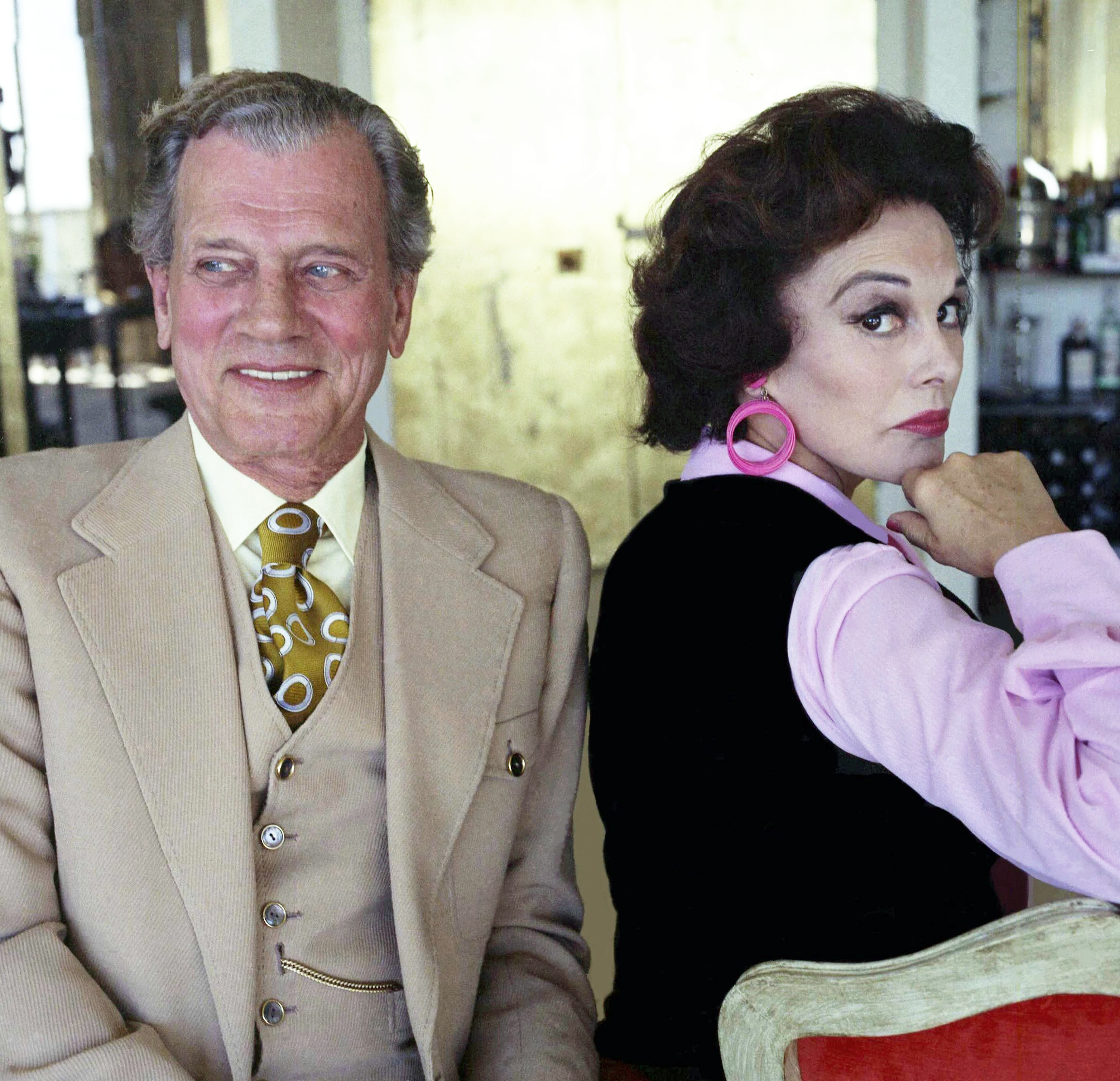
Joseph Cotten se svou chotí Patricií Medinovou

Roku 1931 se oženil s Lenorou Kippovou. Manželství jim vydrželo až do její smrti roku 1960. Ještě téhož roku si Cotten vzal britskou herečku Patriciu Medinovou a jejich manželství přerušila až hercova smrt. Joseph Cotten neměl žádné děti.
Roku 1981 prodělal Cotten infarkt myokardu, který byl následován mrtvicí, po které nemohl mluvit, a musel podstoupit dlouhodobou terapii.
Zemřel dne 6. února roku 1994 na zápal plic ve svých 88 letech. Byl pohřben na hřbitově v rodném Petersburgu, ve Virginii.